# 일본의 법과대학원
일본의 법과대학원(法科大學院)은 미국의 법학전문대학원 (law school) 또는 대한민국의 법학전문대학원과 같은 개념이며, 2004년에 처음 도입되었다. 법조인으로서 필요한 학식 및 능력을 기르는 것을 목적으로 하는 일본의 전문 대학원이다. 수업 연수는 미국과 같은 총 3년으로 단 때에 따라서 첫 해 과정을 이미 이수한 법학 전공자에 한해 2년으로 단축될 수도 있다. 졸업을 위해 93 학점을 이수해야 하며 졸업 후 변호사 시험의 응시 자격 및 법무 박사 학위(JD)를 취득한다. 참고로 법무 박사 학위는 통상의 박사 학위와는 다르며 석사 학위와도 다른 것으로 여겨진다. 대학원 수료자는 일년에 3회까지 시험에 응시할 수 있으며 옛 사법 시험에 응시 제한이 없던 점과 비교된다.

## 도입의 경위
법학대학원은 법률 서비스의 질을 유지하면서 사회의 법조인 확대의 수요에 대응하기 위하여 도입되었다.  종전의 사법시험의 경우 수험생이 사법시험 대비 학원에 의존해 암기와 시험치는 기술 위주의 공부를 하였다고 보고 이를 개선하고 급격한 법조인력 확대에 따른 질 저하를 막기 위해 또한 법학 교육보다 법조 양성에 특화한 교육을 실시하는 것으로 장래의 법조 수요 증대에 대해 양적 질적으로 충분한 법조인을 확보한다고 하는 목적아래, 제도가 도입되었다.

## 법과 대학원 과정의 법적 기준
법학 대학원 과정의 법적 기초는 '전문직 대학원 설치 기준'(문부과학성령 제16 호)에 규정되고 있다. 수업연수는 3년(18조 2 항)이며 법학의 기초적인 지식을 가진다고 인정하는 사람에 대해선 수업연수를 2년으로 단축시킬수 있게 되어있다. 단 인정되는 학점은 30점을 넘지 않게 되어있다.(25조). 총 요구학점은 93학점이다. 비법학 전공자와 사회인 입학자를 일정비율 받아들이는 것도 명시되어 있다.
교과과정은 기본 과목으로 헌법, 행정법, 민법, 상법, 민사소송법, 형법, 형사소송법이며 법률 실무 기초 과목(법조인로서의 기능 및 책임 그 외의 법률 실무에 관한 기초적인 분야의 과목)으로 기초 법학과 인접 과목(기초 법학에 관한 분야 또는 법학과 관련을 가지는 분야의 과목), 첨단 과목(첨단적인 법영역에 관한 과목 그 외의 실정법에 관한 다양한 분야의 과목)을 마련하는 것으로 되고 있다. (5 조)

## 입학 시험
입학시험은 법과 대학원 적성시험(한국의 법학적성시험에 해당)이라고 하며 공통시험과 대학원별 개별 시험 두개가 있다.
적성시험은 법적사고력을 측정하는 시험으로 모든 지원자가 의무적으로 응시한다. 적성시험은 대학입시센터 실시의 시험과 일본 변호사 연합법무 연구재단 실시하는 두 시험이 있으며 대학원별로 선택할 수 있다. 각 대학원의 시험은 2년의 법학이수자 과정과  3년의 법학미수자 과정의 시험이 따로 실시되는 경우와 아닌 경우가 있다.
대학원에서는 적정시험의 성적표, 지원동기서, 학부의 성적 증명서(대학원에 따라서는 외국어 시험 성적)제출을 의무화 하며 추천서등 요구하는 경우도 있다.  법학미수자 과정의 경우 소논문에 의한 필기 시험이 법학이수자 과정은 법률 과목 시험이 실시되는 것이 일반적이다. 많은 대학원은 면접을 실시하기도 한다.  이러한 자료에 의해서 종합적으로 판단하여 합격 여부를 결정하며 추천 입학은 없다.

## 문제점

### 제도 자체의 문제점
입학자수와 합격률
법학대학원 도입이 결정되었을 때에는 신 변호사시험 합격자를 대학원 수료자의 78%로 할 것으로 논의가 되었다. 이는 사법시험 제도개혁 심의회 의견서에「법과 대학원에서는 그 과정을 수료한 사람 중 상당 정도(예를 들면 약 78%)의 사람이 신 사법시험에 합격할 수 있도록, 충실한 교육을 실시해야 하는 것이다.」말에 기초한다. 그러나 현재 대학원의 정원과 신 변호사 시험의 합격자수로부터 단순 계산하여도 합격률은 훨씬 밑인 것으로 나타나며 50%에 가까운 것으로 알려져 있다. 불합격시 3번까지 응시할 수 있는 점을 감안하면 실제 합격률은 더 낮다고 봐야 한다는 견해도 있다. 2006년 행해진 제1회의 사법시험의 합격률은 48.35%이었다.
법학대학원의 교육 능력
법학대학원은 과거 사법시험 실시때 합격자를 거의 배출하지 못한 대학에도 설립이 되어있다.
법학대학원 비용
학비가 고액이므로 경제적인 사정에 의해 교육 기회의 평등이 저해되는 위험을 안고 있다.
법조 자격 취득 기간의 장기화
구 법조 양성 시스템과 비교할 때 법조 자격을 취득할 때까지의 연한이 길어지고 있다. 일본 경제계로부터 자격 취득 기간의 단축을 요구하는 의견이 등에서 제시되고 있다.
법조수요 증가여부
신 변호사시험의 합격자수는 2010년에 3,000명으로 예정되어 있다. 그라나 문부과학성및 각 대학들은 합격률을 높게하기 위해 신 사법시험 합격자수를 9,000명까지  증가도록 주장하고 있다. 이 점에 대해서 사회에 법조인 수요가 얼마나 있는가에 대한 구체적인 논의나 검증이 충분히 행해지지 않다는 비판이 있다. 참고로 2006년12월 1일 현재 일본 변호사협회 등록 변호사수는 23,000명이다.
법무 박사라고 하는 학위명
일본의 법학대학원의 과정을 수료하면 「법무 박사(JD)」학위를 얻을 수 있다. 이것은 미국의 JD (Juris Doctor)를 그대로 번역한 것인데 JD는 실질적으로 「법학석사」라고 볼 수 있으며 이 JD의 상위에 LLM (석사과정)과 SJD가 있다. SJD 과정은 한국의 법학 박사 과정과 매우 비슷한 과정이다. 그러나 JD과정이 법조인 양성과 동시에 실체법 연구를 원하는 사람에게 석사과정 혹은 박사 전 과정에 상당한 기여를 한다고 보는 견해도 있다.
대학원의 도시지역 집중
관동·간사이 지방에 대학원이 집중하고 있으며 그러나, 인구가 많은 곳에 교육기관이 많이 설치되는 것은 당연 예상된 것이었다.
미국 제도와 비교
미국은 법학대학원의 수료후 (사법시험은 각주마다 행해지고 격차는 있지만) 대체로 70%정도의 합격률이 보장된다. 그에 비해 일본은 반수 이상의 수료자가 합격할 수 없는 시스템이다.
미국에는 학부에 법학과가 존재하지 않고 법학 교육은 전문 대학원인 법학대학원에서만 행해지고 있다.이것에 비해 일본의 경우 학부 단계에서 법학부를 졸업하고 있는 사람이 대부분이다.(입학자 전체의 73.9% (2007년)·71.7% (2006년)). 학부에서 배운 것을 4년, 법학 대학원 3년 그리고 사법연수원에서 1년 교육을 합하면 미국에서 일반적인 양성 과정이 3년인 것에 비해 길다.

## 법학대학원 제도에 대한 비판
법학 대학원 제도나 사법시험 제도를 둘러싸고, 각계 각층으로부터 여러 가지 의견이 나와 있는데 주된 의견은 다음과 같다.

### 법학대학원의 시각
- 사법시험 합격률이 낮은 점 때문에 대학원 별로 경쟁을 하게 되고 다양한 배경의 학생을 모으는 설립취지를 지키기가 어려워진다. 합격률의 향상을 통해 대학원의 과정 수료자의 대부분이 조기에 합격할 수 있는 시스템이 필요하다.

- 기존 대학 법과학부에서는 실무 교육이 전혀 행해 지지 않았다. 그래서 사법시험에 합격해도 사법연수원에서 재교육을 해야 했으며 그것을 개선하기 위하여 이론과 실무의 통합을 하는 법학대학원을 도입하였다. 그러나 새로운 사법시험 역시 판례나 법해석이 중심이므로 학원에 의지하는 학생이 적지 않다.

- 현재 연수생을 대상으로 수습제도를 실시하고 있지만 구제도의 연수생에 대해 지적되고 있던 모범답안 지향, 정답 지향등의 문제점이 개선되어 있지 않다.

### 변호사의 시각
변호사 사이에서는 대학원 설립으로 인한 변호사 증가를 호의적으로 받아 들이는 사람과 부정적으로 보는 사람이 여러 있다. 일본 변호사 협회는 합격자의 증가에 적극적인 반대론을 주장하고 있는 것은 아니지만 「3,000명은 너무 많다」「과당경쟁이 되고 인권 변호 활동 등에 지장이 온다」 「합격자의 증가에 의해 법조의 질이 저하하면 국민이 피해를 볼 수밖에 없다」등의 의견이 일부의 변호사의 사이에서 나오고 있다.

### 경제계·시민의 시각
- 국민의 권리 의식의 향상으로 소비자 소송이나 노동 재판, 민사소 송등이 증가하는 경향이으로 그에 대응하기 위하여 변호사를 특별히 늘릴 필요가 있다.

- 구사법시험의 시험 공부로 배우는 지식이 변호사 업무로 모두 살릴 수 있는 것은 아니고, 또, 변호사 업무로 필요한 지식이나 경험이 시험 공부만으로 취득할 수 있는 것도 아니다.시험에 붙는 스킬과 변호사가 가져야 하는 스킬은 별개이다.페이퍼 시험에서만 변호사가 되는 사람을 취사 선택 하는 것보다, 변호사의 저변을 펼쳐 변호사간의 경쟁을 촉진하는 편이, 결과적으로 국민에게 있어서 염가로 양질인 법무 서비스를 받을 수 있는 것에 연결된다.

- 가치관의 다양화나 개인의 권리 의식의 확대, 인터넷의 출현등에 의해, 개인간의 분쟁은 옛날에 비해 증가하고 있는데, 현재(변호사의 대폭적인 증원앞)는 변호사가 너무 적어서 잡다한 사건은 변호사에 맡겨 줄 수 없다.또, 그것을 근거로 해 현재의 일본의 법실무에 있어서의 이른바 「위자료 시세」는 구미의 그것과 비교해 꽤 저액이다.이것으로는 실력 행사를 하는 인간이나, 권력을 행사할 수 있는 입장에 있는 인간에게 있어서 「해 이득」인 세상이며, 사회적 약자가 단념하고 있다.변호사수가 증가하는 것으로, 이 상태의 개선을 기대할 수 있다.

- 변호사 증원에 의해, 소송 사회 하지만 진전할 가능성에 대한 찬반양론.경제·문화의 글로벌화 에 수반해, 일본에서도 격차 사회 하지만 진전하고 있다고 하는 관점에서는, 공명 정대를 실현하는 수단으로서의 소송 사회의 진전은 오히려 바람직하다고 하는 생각과 과도의 소송 사회는 변호사가 득을 보는(변호사의 일이 증가한다)만으로 국민이나 경제를 위해서는 안 된다고 할 생각.

- 경제계에서는 경쟁 사회가 침투해, 아무도 스스로의 지위에 안주 할 수 없게 되고 있는데, 합격수나 합격률 운운으로, 변호사(의 알)인 만큼 우대·배려하는 사회적 의의는 희박하다.완만하게 변호사의 증원을 도모해, 중장기적으로 충분한 양의 변호사의 증원을 달성하는 것으로, 신 사법시험의 합격률도, 법과 대학원의 수·정원도, 자연이라고 침착해야 할 것을에 침착할 것이다.로우리스크 ·하이리턴의 직업(변호사)에 다하고 싶다고 생각하는 학생측의 기대나, 수입원이나 스테이터스를 확보하고 싶은 대학측의 기대, 기득 이익을 보수하고 싶은 변호사의 기대 등에, 정치 하지만 좌지우지되어 단기적인 시책에 달려서는 안 된다.

- 난관이라고 한 구사법시험을 통과한 일본의 변호사 의 질도, 일본의 대학 교육(교원 포함한다)의 질도, 국제적으로는 높지는 평가되어 있지 않다. 외국의 제도를 통째로 받아들일 필요는 없지만, 자본 ( 인적 자본 포함한다)의 보더레스화가 현저한 앞으로의 세상에서는, 현재의 글로벌 사회에서 주류가 되고 있다 법조 선발 방식과 일정한 정합성을 유지하는 것도 필요하다.

- 일본 경단련은 장래적으로 법과 대학원의 졸업생이 다수 기업에 입사하는 것을 상정할 수 있다고 해, 기업의 즉전력 확보의 견지로부터 지적 재산 기술·법률의 쌍방을 알 수 있는 인재·국제 감각이 갖춰진 인재의 육성을 요구하고 있다.

### 구사법시험 수험생으로부터
법과 대학원에 진학하기 위해서는 고액의 학비·생활비와 시간을 소비할 필요가 있어, 모든 사람이 법과 대학원에 갈 수 있는 것도 아니다.따라서, 기본적으로 누구라도 수험할 수 있던 구사법시험의 합격자를 확대할 방향으로 시험 개혁을 실시해야 하는 것에서 만났다고 하는 의견이나, 변리사세무사 시험과 같이 다른 법률 자격 소지자나 법과계 학위 취득자의 과목 면제를 행해야 하는 것이다고 하는 의견도 있다.

## 법과 대학원 설치 일본의 대학

### 국립대학
| - 오사카 대학 - 오카야마 대학 - 가가와 대학 · 에히메 대학 연합 대학원 - 가나자와 대학 - 규슈 대학 - 교토 대학 - 구마모토 대학 - 고베 대학 - 시즈오카 대학 - 시마네 대학 - 신슈 대학 | - 지바 대학 - 쓰쿠바 대학 - 도쿄 대학 - 도호쿠 대학 - 나고야 대학 - 니가타 대학 - 히로시마 대학 - 홋카이도 대학 - 히토쓰바시 대학 - 요코하마 국립 대학 - 류큐 대학 |

### 공립 대학
- 오사카 시립 대학
- 동경 도립 대학 / 수도 대학 도쿄

### 사립 대학
| - 아이치대학 - 아이치 학원 대학 - 아오야마가쿠인 대학 - 오사카가쿠인 대학 - 오미야 법과 대학원 대학 - 가쿠슈인 대학 - 가나가와 대학 - 간사이 대학 - 간세이가쿠인 대학 - 칸토 학원 대학 - 쿄토 산업 대학 - 긴키 대학 - 쿠루메 대학 - 게이오기주쿠 대학 - 고난 대학 - 코베 학원 대학 - 국학원대학 - 고마자와 대학 - 조치 대학 - 스루가다이 대학 - 세이케이 대학 - 세이난가쿠인 대학 - 센슈 대학 | - 창가 대학 - 다이토우문학대학 - 주오 대학 - 츄쿄 대학 - 도인 요코하마 대학 - 도카이 대학 - 도시샤 대학 - 도호쿠가쿠인 대학 - 도요 대학 - 독쿄 대학 - 난잔 대학 - 니혼 대학 - 흰 갈매기 대학 - 히메지 독쿄대학 - 히로시마 수도 대학 - 후쿠오카 대학 - 호세이 대학 - 홋카이가쿠엔 대학 - 메이지 대학 - 메이지 학원 대학 - 메이조 대학 - 야마나시 학원 대학 - 릿쿄 대학 - 리쓰메이칸 대학 - 류코쿠 대학 - 와세다 대학 |

### 입학 정원
2006년
국립　23개 대학원   1,760 명
공립　2 개 대학원   140 명
사립　40개 대학원   3,925 명
합계　75개 대학원   5,825 명

## 2006년도 입시통계
- 입학자수　5,784 명

법학기수자　2,179 명　37.7%
법학미수자　3,605 명　62.8%
- 사회인

기수　718명    사람미수　　1,207명  합계　　1,925 명
- 출신 학부별

법학계 학부기수　        1,868명  사람미수　　2,282명  합계　　4,150 명
문과(법학계 이외) 기수　   246명  사람미수　　  892명  합계　　1,138 명
이과기수　                  34명  사람미수　　  292명  합계　　  326 명
그 외기수　                 31명  사람미수　　  139명  합계　　  170 명

## 같이 보기
- 미국의 법학전문대학원
- 대한민국의 법학전문대학원